# Varvsberget, Ångermanland

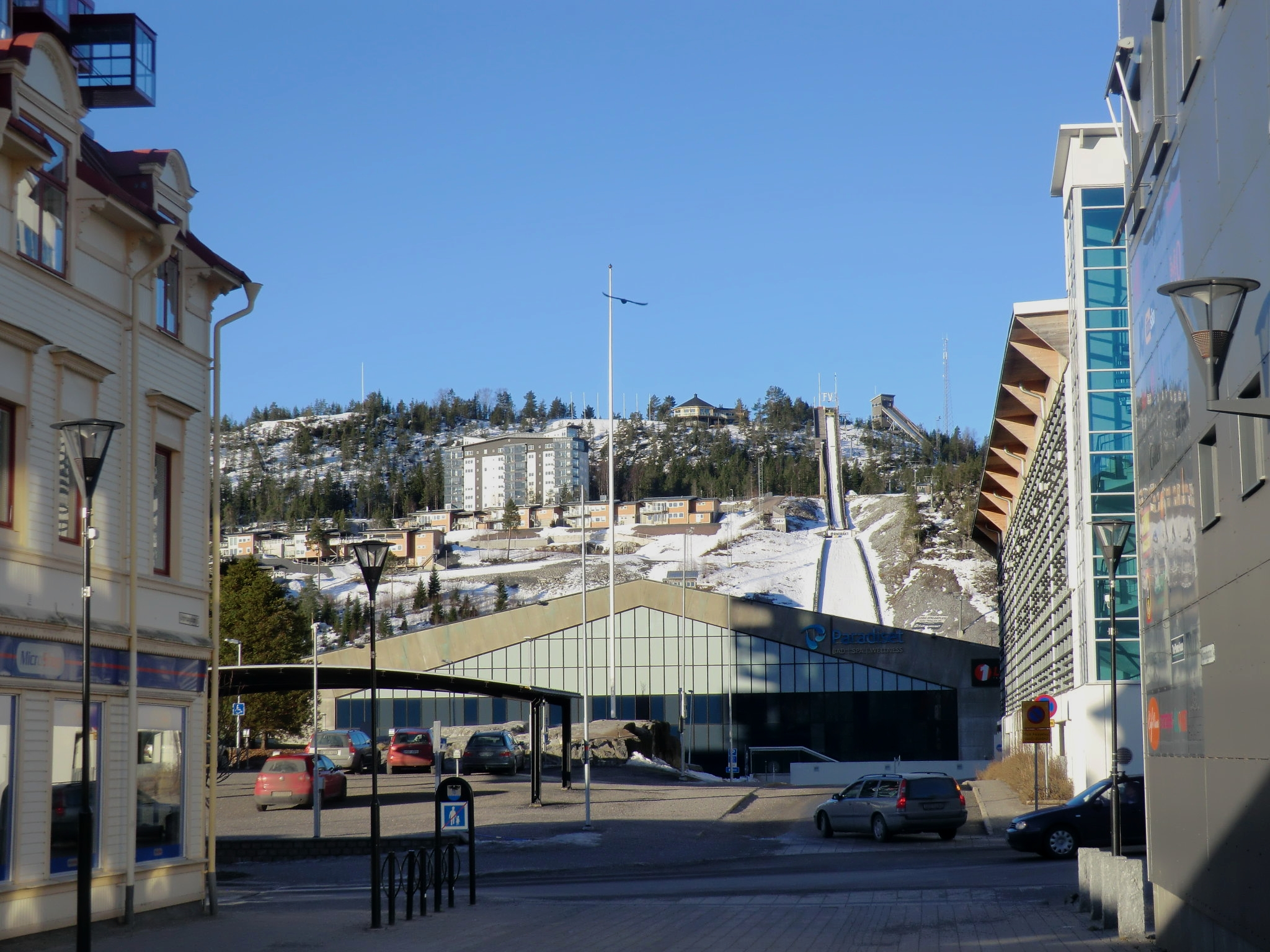
Varvsberget med hoppbacke sett från centrum vid galleriorna. Paradisbadet i förgrunden.

För Varvsberget i Västergötland se Varvsberget (Västergötland).
Varvsberget är beläget nära centrum av Örnsköldsvik i Ångermanland. Berget är känt för den hoppbacke, Paradiskullen, som IF Friska Viljor har, och som syns från staden, samt den restaurang som finns på toppen som också syns från staden.
Det finns även en slalombacke, Åsbacken, som sköts av Friska Viljor Alpina Klubb och som syns från europaväg E4.
På norra sidan av berget finns en golfbana, Veckefjärdens GC, som ishockeyspelaren Peter Forsberg står bakom.
Man når Varvsbergets topp med linbanan (korglift), som startar vid hoppbackens landningsplats nära centrala staden. Alternativt kan man vandra till fots efter stig och trappor vid sidan om hoppbacken. På den södra sidan om berget går en bilväg till toppen. Efter bilvägen passerar man friluftsområdet Hörnsjön.
Varvsberget är även start- och slutpunkt för vandringsleden Höga Kustenleden.